# 梅普爾希爾 (北卡羅萊納州)
梅普爾希爾（英語：Maple Hill）是位於美國北卡羅萊納州昂斯洛縣及彭德縣的非建制地區。

## 歷史
梅普爾希爾的郵局自1879年營運至今。

## 地理
梅普爾希爾所處的海拔為高於海平面10米（即33英呎），而該地所採用的時區為UTC-5，即北美东部时区（EST）。同時該地設有夏令時間，為UTC-5調快一小時，即UTC-4（EDT）。